# Bachhagel
Bachhagel er en kommune i Landkreis Dillingen an der Donau i Regierungsbezirks Schwaben i den tyske delstat Bayern, med knap 2.400 indbyggere. Den er en del af Verwaltungsgemeinschaft Syrgenstein.

## Geografi
Bachhagel ligger i Region Augsburg.
Til Bachhagel kommune hører landsbyerne Bachhagel, Burghagel, Oberbechingen, Schäfhof og Stockhof.

## Historie
Bachhagel hørte til hertugdømmet Neuburg-Sulzbach; Fra 1777 hørte området til Kurfyrstedømmet Bayern.